# Baazismo

Bandera del baazismo, caracterizada por el uso de colores panárabes.

Bandera generalizada de la resistencia baazista en los países en donde fue prohibido el partido principal.

El baazismo (en árabe: البعثية‎, romanizado: al-Baʿathīyah, AFI: /alˈbaʕθija/; del árabe البعث, baʾath, AFI: /baʕθ/, que significa «renacimiento» o «resurrección») es una ideología nacionalista árabe, socialista árabe y panárabe que promueve el desarrollo y creación de una nación árabe a través del liderazgo de un partido vanguardista sobre un estado progresista revolucionario. La ideología está oficialmente basada en las teorías de Zaki al-Arsuzi (de acuerdo con el Partido Baath Árabe Socialista – Región Siria), Michel Aflaq y Salah Al-Din Al-Bitar.
Una sociedad baazista busca la iluminación, el renacimiento y la resurrección de la cultura árabe, los valores y la sociedad. Apoya la creación de estados basados en sistemas unipartidistas, y rechaza el pluralismo político en una longitud indeterminada de tiempo, el Partido Baaz en teoría utiliza una cantidad no especificada de tiempo para desarrollar una sociedad árabe iluminada. El Baazismo se basa en los principios del nacionalismo árabe, el pan-arabismo, el socialismo árabe, así como el progreso social. Se trata de una ideología secular, que está orientada hacia el espectro político de la Tercera posición. Un Estado baazista apoya la economía socialista a un menor o mayor grado, y es compatible con la propiedad pública sobre las alturas de la economía, pero se opone a la confiscación de la propiedad privada. El socialismo en la ideología baazista no significa socialismo de Estado o de la igualdad económica, pero si para la modernización; los baazistas creen que el socialismo es la única manera de desarrollar una sociedad árabe que es verdaderamente libre y unida.
Los dos estados baazistas que han estado en existencia (Irak y Siria), a través de una política de autoritarismo, prohíben a la oposición la crítica a su ideología. Los actuales regímenes baazistas han sido etiquetados como neo-baazistas porque la forma del baazismo desarrollado en estos países era muy diferente a la del baazismo de Aflaq y Al-Bitar, por ejemplo, ninguno de los Partido Baaz ha hecho, se produjo o se produce una política de unificación del Mundo árabe.

## Historia

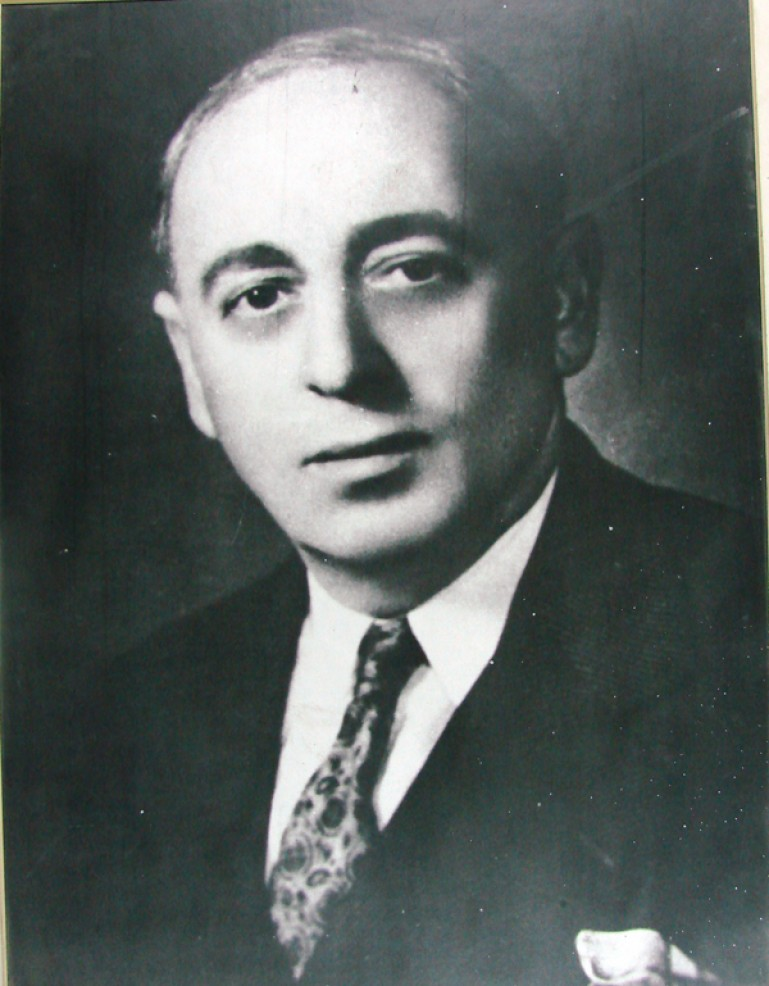
Zaki al-Arsuzi, político que influyó en el pensamiento baazista y que después de que el Partido Baaz se fragmentó se convirtió en el principal ideólogo del Partido Baaz Árabe Socialista Sirio.

Los orígenes del baazismo comenzaron con el pensamiento político desarrollado por Zaki al-Arsuzi y Michel Aflaq. Al-Arsuzi formó el Partido Baaz Árabe Socialista en 1940 y sus puntos de vista infuyeron a Aflaq quien, junto con su socio Salah Al-Din Al-Bitar, fundó el Movimiento Del Renacimiento Árabe en 1940 que luego se rebautizó con el nombre del Movimiento Baath Árabe en 1943. A pesar de que Aflaq fue influenciado por él, Arsuzi inicialmente no cooperó con el movimiento de Aflaq. Arsuzi sospechó que la existencia del Movimiento del Renacimiento Árabe, que en ocasiones el título en sí "Baaz Árabe" durante 1941, fue parte de una conspiración imperialista para evitar su influencia sobre los árabes mediante la creación de un movimiento del mismo nombre.
Arsuzi fue un árabe de Alejandreta que ha sido asociado con las políticas nacionalistas árabes durante el Período de entreguerras. Él fue inspirado por la Revolución francesa, la unificación alemana, la unificación italiana, y el "milagro" económico japonés. sus puntos de vista fueron influenciados por un número de prominentes, figuras políticas y filosóficas europeas, como Georg Hegel, Karl Marx, Friedrich Nietzsche y Oswald Spengler.
Cuando Arsuzi dejó el partido en 1939 después de que su líder popular muriera y el partido cayera en un desarreglo, él fundó el efímero Partido Nacional Árabe en 1939 y después lo disolvió ese mismo año. El 29 de noviembre de 1940, Arsuzi fundó el Partido Baath Árabe. Un significante conflicto y momento crucial en el desarrollo del baazismo ocurrió cuando los movimientos de Arsuzi y Aflaq discutieron sobre el asunto del golpe de Estado de 1941 por Rashid Alí Al-Gaylani y la subsiguiente Guerra anglo-iraquí. El movimiento de Aflaq apoyó al gobierno de Al-Gaylani y a la guerra del gobierno iraquí contra los británicos, y organizó voluntarios para ir a Irak y pelear al lado del gobierno iraquí. Sin embargo, Arsuzi se opuso al gobierno de Al-Gaylani, considerando que el golpe fue pobremente planeado y fallido. En este punto, el partido de Arsuzi perdió militantes y el apoyo fue transferido al movimiento de Aflaq.
Posteriormente, la influencia directa de Arsuzi en las políticas árabes colapsó después de que las autoridades de la Francia de Vichy lo expulsaron de Siria en 1941. La próxima mayor acción política del Movimiento Árabe Baaz de Aflaq fue su apoyo a la independencia del Líbano en 1943. El Movimiento Baath Árabe no se solidificó durante años hasta que celebró su primer congreso del partido en 1947 cuando se fusionó con el Movimiento Socialista Árabe liderado por Akram Al-Hawrani para establecer el Partido Baaz Árabe Socialista.
En 1966 el Partido Baath Árabe Socialista se escindió en dos, una facción en Siria (Partido Baath Árabe Socialista – Región Siria) y otra en Irak (Partido Baath Árabe Socialista - Región Iraquí). Una consecuencia de la ruptura que se llevó a cabo fue que Arsuzi suplantó a Aflaq como el padre oficial del pensamiento baazista en el Partido Baaz de Siria, el Partido Baaz de Irak aún consideraba que Aflaq fue de iure el padre del pensamiento baazista.

## Definición
Actualmente, se considera que Michel Aflaq es el fundador del Movimiento Baath Árabe, o al menos su colaborador más notable. También hubo otros ideólogos notables, como Zaki al-Arsuziy Salah al-din al-Bitar. Desde la fundación del Movimiento Baath Árabe hasta mediados de la década de 1950 en Siria y principios de la década de 1960 en Irak, la ideología del Partido Baaz Árabe Socialista era en gran medida sinónima de la de Aflaq. La opinión de Aflaq sobre el nacionalismo árabe es considerada por algunos, como el historiador Paul Salem del Instituto del Mundo Árabe, como algo romántico y poético. En términos intelectuales, Aflaq reformuló los pensamientos conservadores de los nacionalistas árabes y los cambió para reflejar una fuerte tendencia revolucionaria y progresista que se desarrolló en armonía junto con la descolonización y otros eventos que ocurrieron en el Mundo árabe en el momento de su vida. Insistió en el derrocamiento de las viejas clases dominantes y apoyó la creación de una sociedad secular separando el Islam del estado. No todas estas ideas eran suyas, pero fue Aflaq quien logró convertir estas creencias en un movimiento transnacional. La base central del baazismo es el socialismo árabe, un socialismo con características árabes que no está asociado con el movimiento socialista internacional y con la ideología panarabista. El baazismo tal como lo desarrollaron Aflaq y Bitar fue una ideología única de ala izquierda árabe. La ideología se presentó a sí misma como la representación del "espíritu árabe contra el comunismo materialista" e "historia árabe contra los  reacciónarios muertos Mantuvo una similitud ideológica y una perspectiva favorable para la política del Movimiento de Países No Alineados de Jawaharlal Nehru, Gamal Abdel Nasser y Josip Broz Tito y su afiliación históricamente opuesta con cualquier idea estadounidense, lideró el Bloque del Este o el Bloque Soviético durante la Guerra Fría.

## Conceptos

### Nación árabe

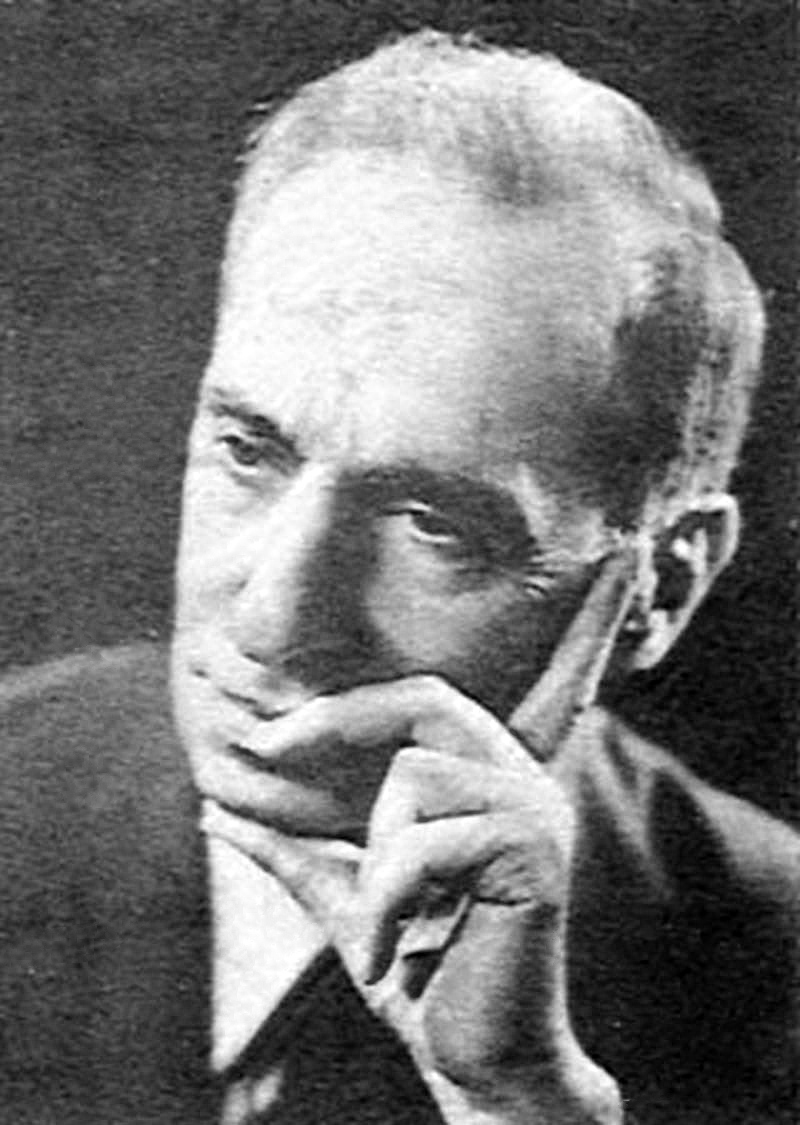
Michel Aflaq, el fundador del pensamiento Baazista que después de que el Partido Baaz Árabe Socialista se fragmentó se convirtió en el principal ideólogo del Partido Baaz Árabe Socialista Iraquí

Aflaq apoyó la opinión de Sati al-Husri de que el lenguaje era el principal factor unificador definitorio de la nación árabe porque el lenguaje conducía a la unidad del pensamiento, las normas y los ideales. La historia también fue otra característica unificadora, ya que era el "terreno fértil en el que nuestra conciencia tomaba forma". El centro del pensamiento baazista de Aflaq era la característica baaz (que literalmente significa "renacimiento").
Este renacimiento solo podría alcanzarse mediante la unión del estado árabe y transformaría política, económica, intelectual y moralmente al Mundo árabe. Este "futuro baazismo" sería un "renacimiento", mientras que el primer renacimiento árabe fue la aparición del Islam en el siglo VII, según Aflaq. El nuevo "renacimiento" traería otro mensaje árabe, que se resumió en el lema del Partido Baaz Árabe Socialista "Una nación, llevando un mensaje eterno".
La nación árabe solo podría alcanzar este "renacimiento" a través de un proceso revolucionario hacia los objetivos de "unidad, libertad y socialismo". En la visión de Aflaq, una nación solo podía "progresar" o "declinar". Los estados árabes de su tiempo solo podían "declinar" progresivamente debido a sus enfermedades:               " feudalismo, sectarismo, regionalismo y el reaccionismo intelectual ". Estos problemas, creía Aflaq, solo podían resolverse mediante un proceso revolucionario. Una revolución solo podría tener éxito si los revolucionarios fueran puros y se dedicaran casi religiosamente a la tarea. Aflaq apoyó la visión del leninista de la necesidad de un partido vanguardista tras una revolución exitosa, que no fue un "resultado inevitable". En la ideología baazista, la vanguardia era el Partido Baaz.
Aflaq creía que los jóvenes eran la clave para una revolución exitosa. Los jóvenes estaban abiertos al cambio y a la iluminación porque aún no habían sido adoctrinados con otros puntos de vista. Según Aflaq, un problema importante fue la desilusión de la juventud árabe. La desilusión condujo al individualismo y el individualismo no era un signo saludable en un país subdesarrollado, en contraste con países desarrollados, donde era un signo saludable.
La principal tarea del partido antes de la revolución era difundir ideas iluminadas entre la gente y desafiar a los elementos reaccionarios y conservadores en la sociedad. Según Aflaq, un Partido Baaz aseguraría una política de proselitismo para mantener a las masas sin educación fuera del partido hasta que la dirección del partido se iluminara con los pensamientos de la iluminación. Sin embargo, el partido también era una organización política y, como la política de notas de Aflaq era "un medio [...] es el más serio de los asuntos en esta etapa actual". El baazismo era similar al pensamiento Leninista en el sentido de que un partido de vanguardia gobernaría durante un tiempo no especificado para construir una "nueva sociedad".
Aflaq apoyó la idea de un partido revolucionario activista comprometido basado en el modelo leninista, que en la práctica se basaba en centralismo democrático. El partido revolucionario tomaría el poder político y desde allí transformaría la sociedad para el bien común. Si bien el partido revolucionario era numéricamente una minoría, era una institución todopoderosa que tenía el derecho de iniciar una política, incluso si la mayoría de la población estaba en contra. Al igual que con el modelo leninista, el Partido Baaz sabía lo que estaba bien y lo que estaba mal, ya que la población en su conjunto aún no lo sabía, ya que todavía estaban influenciados por el viejo sistema moral y de valores.

### Clases reaccionarias
Según Aflaq, la Rebelión árabe (1916-1918) contra el Imperio otomano no logró unificar el mundo árabe porque estaba dirigida por una clase reaccionaria. Él creía que la clase dominante, que apoyaba a la monarquía como lo hicieron los líderes de la Rebelión árabe, era sinónimo de una clase reaccionaria. En la ideología baazista, la clase dominante es reemplazada por una clase progresiva revolucionaria. Aflaq se oponía amargamente a cualquier clase de monarquía y describió la Rebelión Árabe como "las ilusiones de los reyes y señores feudales que entendían la unidad como el atraso del atraso, la explotación a la explotación y los números a números como ovejas".
Fue la visión de la clase reaccionaria de la unidad árabe la que había dejado a la Rebelión Árabe "luchando por la unidad sin sangre y nervios". Aflaq vio la  unificación alemana como prueba de esto. Este punto de vista puso a Aflaq en marcado contraste con otros nacionalistas árabes, la mayoría de los cuales eran germanófilos. Según Aflaq, Bismarck y la unificación de Alemania estableció la nación más represiva que el mundo haya visto jamás, un desarrollo que podría atribuirse en gran parte a la monarquía existente y la clase reaccionaria. Según Aflaq, copiar el ejemplo alemán sería desastroso y conduciría a la esclavitud del pueblo árabe.
La única forma de combatir a las clases reaccionarias establecidas en la revolución "progresiva", central a la cual es la lucha por la unidad. Esta lucha no podría separarse de la revolución social; separar estos dos sería lo mismo que debilitar el movimiento. Las clases reaccionarias, que están contentas con el "statu quo", se opondrían a la revolución "progresista". Incluso si la revolución tuviera éxito en una "región" (país), esa región no podría desarrollarse debido a las limitaciones de recursos, las pequeñas poblaciones y las fuerzas contrarrevolucionarias de otros líderes árabes. Para que una revolución tenga éxito, el mundo árabe tendría que evolucionar hacia un "todo orgánico" (literalmente convertirse en uno). En resumen, la unidad árabe es a la vez la causa de la revolución "progresiva" y su efecto. opondrían Definiciones de oponer verbo Poner una cosa, en especial una idea, actitud, etc., contra otra para impedir o contrarrestar su acción o su efecto. Exponer una persona sin razones contrarias a una idea o un proyecto. Ser una cosa contraria a otra. oponer una barrera al ímpetu del viento; los paneles de cerámica oponen un grafismo negro, brutal y dinámico a sosegadas zonas coloreadas .
Un obstáculo importante para el éxito de la revolución es la Liga Árabe. Aflaq creía que la Liga Árabe fortalecía tanto los intereses regionales como las clases reaccionarias, lo que debilitaba las posibilidades de establecer una nación árabe. Debido a la situación mundial donde la mayoría de los estados árabes estaban bajo el dominio de las clases reaccionarias, Aflaq revisó su ideología para hacer frente a la realidad. En lugar de crear una nación árabe a través de una revolución progresista de alcance árabe, la principal tarea sería la de los revolucionarios progresistas que diseminen la revolución de un país árabe al siguiente. Una vez transformados con éxito, los países progresistas revolucionarios creados se unirían uno por uno hasta que el mundo árabe se hubiera convertido en una sola nación árabe. La revolución no tendría éxito si los gobiernos progresistas revolucionarios no contribuyeron a la difusión de la revolución.

### Libertad
Fundamentalmente, Aflaq tenía una perspectiva autoritaria sobre la libertad. En contraste con el concepto de libertad de  democracia liberal, en la visión de Aflaq la libertad estaría asegurada por un Partido Baaz que no fue elegido por el pueblo porque el partido tenía el bien común en el corazón. El historiador Paul Salem considera que la debilidad de dicho sistema es "bastante obvia".
Aflaq vio la libertad como una de las características definitorias del Baazismo. La articulación de los pensamientos y la interacción entre los individuos fueron una forma de construir una nueva sociedad. Según Aflaq, fue la libertad la que creó nuevos valores y pensamientos. Aflaq creía que vivir bajo imperialismo, colonialismo, religioso o una dictadura no ilustrada debilitaba la libertad ya que las ideas venían de arriba, no de abajo a través de la interacción humana. Una de las principales prioridades del Partido Baaz según Aflaq era diseminar nuevas ideas y pensamientos y dar a los individuos la libertad que necesitaban para buscar ideas, ya que el partido se interpondría entre el pueblo árabe y sus opresores imperialistas extranjeros y esas formas de tiranía que surge dentro de la sociedad árabe.
Aunque la noción de libertad era un ideal importante para Aflaq, favorecía el modelo leninista de una lucha revolucionaria continua y no desarrolló conceptos para una sociedad en la que la libertad estaba protegida por un conjunto de instituciones y reglas. Su visión de un estado de partido único gobernada por el Partido Baaz, que diseminaba información al público, era en gran medida contraria a su punto de vista sobre las interacciones individuales. El Partido Baaz a través de su preeminencia establecería la "libertad". Según Aflaq, la libertad no podía venir de la nada, sino que necesitaba un grupo progresista e ilustrado para crear una sociedad verdaderamente libre.

### Socialismo
Aflaq apoyó profundamente algunos principios marxistas y consideró el concepto marxista de la  "importancia de las condiciones económicas materiales en la vida" como uno de los mayores descubrimientos de la humanidad moderna. Sin embargo, no estaba de acuerdo con la opinión marxista de que el materialismo dialéctico era la única verdad, ya que Aflaq creía que el marxismo tenía la espiritualidad humana olvidada. Aunque creía que el concepto funcionaría para las sociedades pequeñas y débiles, el concepto del materialismo dialéctico como la única verdad en el desarrollo árabe era erróneo.
Para un pueblo tan espiritual como los árabes, la clase trabajadora era solo un grupo, aunque el más importante, en un movimiento mucho más amplio para liberar a la nación árabe. A diferencia de Karl Marx, Aflaq no estaba seguro del lugar que ocupaba la clase obrera en la historia. En contraste con Marx, Aflaq también creía en el nacionalismo y creía que en el mundo árabe todas las clases y no solo la clase trabajadora estaban trabajando en contra de "dominación capitalista de las potencias extranjeras". Lo que fue una lucha entre varias clases en Occidente fue en el mundo árabe una lucha por la independencia política y económica.
Para Aflaq, el socialismo era un medio necesario para lograr el objetivo de iniciar un período árabe de "renacimiento", en otras palabras, un período de modernización. Si bien la unidad unió al mundo árabe y la libertad proporcionó libertad al pueblo árabe, el socialismo fue la piedra angular que hizo posible la unidad y la libertad, ya que ningún socialismo significaba ninguna revolución. En opinión de Aflaq, un sistema democrático constitucional no tendría éxito en un país como Siria que estaba dominado por un sistema económico "pseudo-feudal" en el que la represión del campesino anulaba la libertad política del pueblo. La libertad significaba poco o nada para la población general afligida por la pobreza de Siria y Aflaq veía el socialismo como la solución a su difícil situación.
Según Aflaq, el último objetivo del socialismo es no responder a la pregunta de cuánto era control estatal o igualdad económica, sino que el socialismo era "un medio para satisfacer las necesidades animales del hombre para que pueda ser libre de ejercer sus deberes como ser humano". En otras palabras, el socialismo fue un sistema que liberó a la población de la esclavitud y creó individuos independientes. Sin embargo, la igualdad económica era un principio importante en la ideología Baaz como la eliminación de la desigualdad "eliminaría todos los privilegios, la explotación y la dominación de un grupo sobre otro". En resumen, si la libertad iba a tener éxito, los árabes necesitaban el socialismo.
Aflaq etiquetó esta forma de socialismo como socialismo árabe para significar que existía en armonía con, y de alguna manera estaba subordinada al nacionalismo árabe. Según Aflaq, que era cristiano, la enseñanza y las reformas de Mahoma le habían dado al socialismo una auténtica expresión árabe. El socialismo fue visto por Aflaq como justicia y las reformas de Mahoma fueron justas y sabias. En los tiempos modernos, el Baazista iniciaría otra forma de formas justas y radicales tal como lo había hecho Muhammad en el siglo VII.

### Rol del Islam
Aunque es un cristiano, Aflaq vio la creación del Islam como una prueba del "genio árabe" y un testimonio de la cultura, los valores y el pensamiento árabe. Según Aflaq, la esencia del Islam eran sus cualidades revolucionarias. Aflaq hizo un llamamiento a todos los árabes, tanto musulmanes como no musulmanes, para que admiraran el papel del Islam en la creación de un carácter árabe, pero su visión del Islam era puramente espiritual y Aflaq hizo hincapié en "no se debe imponer" en el estado y la sociedad. Una y otra vez Aflaq enfatizó que el Partido Baaz estaba en contra del ateísmo, pero también en contra del fundamentalismo ya que los fundamentalistas representaban una "fe falsa y superficial".
Según la ideología baazista, todas las religiones eran iguales. A pesar de su postura anti-atea, Aflaq era un firme partidario del gobierno secularista y declaró que un estado baazista reemplazaría la religión con un estado "basado en una base, nacionalista árabe y una moral, libertad". Durante los disturbios Shia contra el gobierno Baaz Iraquí a fines de la década de 1970, Aflaq advirtió a Sadam Huseín que hiciera cualquier concesión a los alborotadores, y exclamó que el Partido Baaz "es con fe religiósa, pero no es un partido religioso, ni debería serlo". . Durante su vicepresidencia, en el momento de los disturbios chiitas, Saddam discutió la necesidad de convencer a grandes segmentos de la población para que se conviertan a la postura de línea de partido sobre la religión.
La postura de Saddam sobre la secularización cambió después de la guerra Irán-Irak, cuando se aprobó una ley que permitía a los hombres matar a sus hermanas, hijas y esposas si eran infieles. Cuando Aflaq murió en 1989, un anuncio oficial del Partido Baaz Árabe Socialista en Irak declaró que Aflaq se había convertido al islam antes de su muerte, pero un diplomático occidental anónimo en Irak le dijo a William Harris que La familia de Aflaq no sabía que había sufrido ninguna conversión religiosa. Antes, durante y después de la guerra del Golfo, el gobierno se hizo progresivamente más islámico y, a comienzos de la década de 1990, Saddam proclamó que el Partido Baaz era el partido "del arabismo y el islam".

## Neobaazismo

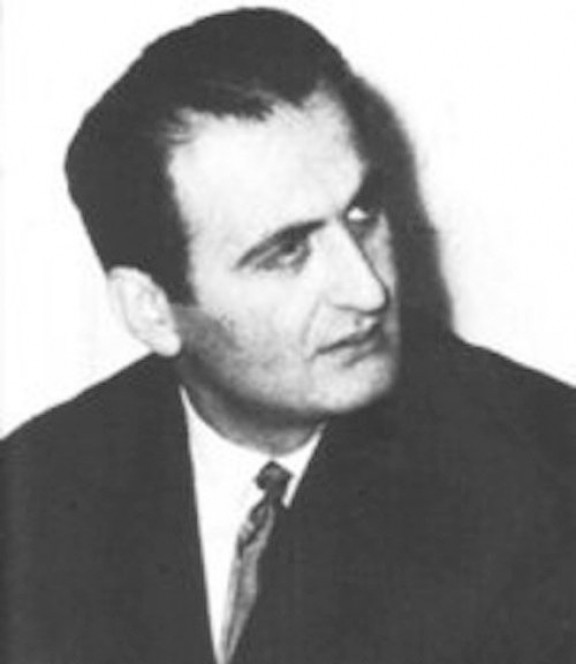
Salah Jadid (fotografiado) es comúnmente considerado como el primer líder neo-baazista.

Abraham Ben-Tzur etiquetó al Partido Baaz que tomó el poder en el Revolución del 8 de marzo en Siria y tomó el poder en Irak como el "Neo-Baaz" por el motivo que el Partido Baaz había dejado de lado sus credenciales de panárabe. El documento clave del partido "Algunas proposiciones teóricas" afirma que "el socialismo es el verdadero objetivo de la unidad árabe ... La unidad árabe es la base obligatoria para construir una sociedad socialista". En resumen, el panarabismo se convirtió en el medio para llegar al final de la transformación económica y social. John F. Devlin está de acuerdo con el asunto y declara que el "Partido Baaz, que comenzó con la unidad como su máxima prioridad abrumadora, que estaba preparada para trabajar dentro de una variedad de sistemas políticos de Medio Oriente, que quería justicia social en la sociedad, casi desapareció a principios de los años 60. En su lugar surgieron organizaciones Baaz que se centraron principalmente en su propia región, que abogaba, y creaba donde era posible, gobiernos autoritarios centralizados, que descansaban fuertemente en el poder militar y que estaban muy cerca de otros movimientos socialistas. y eran menos distintivamente Baazistas ". Munif al-Razzaz, el exsecretario General del Comando Nacional del Partido Baaz Árabe Socialista estuvo de acuerdo con la teoría y declaró que a partir de 1961 existían dos Partidos Baaz - "el Partido Baath Árabe Socialista – Región Siria y el Partido Baaz Árabe Socialista, pero el poder real estaba con el anterior ". Afirmó además que el Baaz militar (como parafraseado por Martin Seymour) "era y sigue siendo baazista solo en nombre; que era y sigue siendo poco más que una camarilla militar con perchas civiles; y que desde la fundación inicial del Comité Militar por oficiales sirios descontentos exiliados en El Cairo en 1959, la cadena de eventos y la corrupción total del Baazismo procedieron con una lógica intolerable ". Salah al-din al-Bitar estuvo de acuerdo, declarando que el golpe de Estado sirio de 1966 "marcó el final de la política baazista en Siria". Aflaq compartió el sentimiento al decir: " ¡Ya no reconozco mi partido! ".

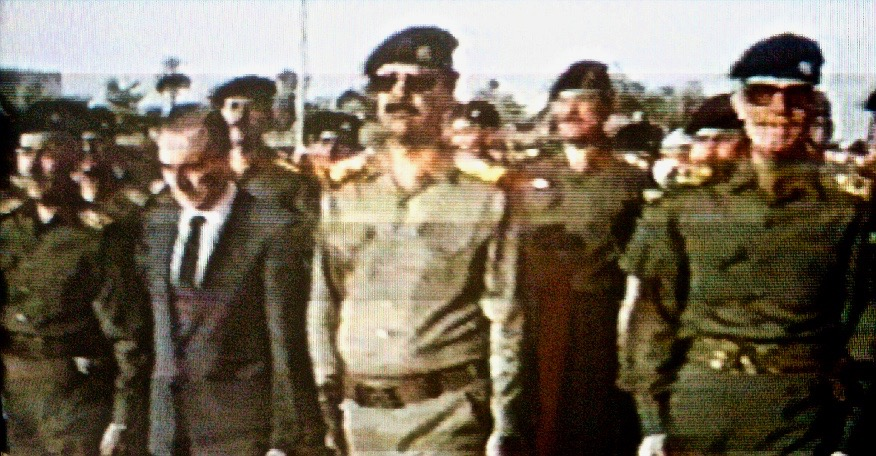
Líderes baazistas iraquíes y sirios (pertenecientes al partido Baaz con sede en Bagdad) durante el funeral de Michel Aflaq en 1989.

El gobierno de Salah Jadid abandonó el objetivo tradicional de unidad panárabe y lo reemplazó con una forma radical de socialismo occidental. Esto surgió en la terminología del gobierno; términos como "guerra popular" (en sí mismo un término maoísta, como la guerra de los Seis Días fue proclamada como una "guerra popular" contra Israel) y la lucha de clases se usaba con frecuencia. El Partido Comunista Sirio jugó un papel importante en el gobierno de Jadid ya que algunos comunistas ocuparon cargos ministeriales y Jadid estableció "bastante cerca" relaciones "con el Partido Comunista de la Unión Soviética. El gobierno apoyó un programa económico más radical, propiedad estatal sobre la industria y un Comercio internacional mientras que al mismo tiempo intentan reestructurar las relaciones agrarias y la producción. En 1968, al-Bitar abandonó el movimiento Baaz, alegando que "estas partes habían dejado de ser lo que se organizaron para serlo, conservando solo sus nombres y actuando como los órganos del poder y los instrumentos de los gobiernos regionales y dictatoriales ". Contrario a las expectativas, Aflaq siguió con el movimiento Baaz y se convirtió en el ideólogo de este mismo, dominado por los iraquíes. Sus puntos de vista ideológicos permanecieron más o menos iguales, pero en Irak fue marginado políticamente.

### Asadismo
Desde 1970, cuando Hafez al-Asad tomó el poder, Siria ha estado bajo el control de la familia Al-Asad. El régimen de Al-Asad fue un régimen personal; es decir, un régimen basado y que gira en torno al líder. El término Asadismo fue acuñado para explicar cómo el liderazgo de culto de Asad domina la política siria. Las autoridades han tratado de presentar la sabiduría de Asad como "más allá de la comprensión del ciudadano medio". El régimen del Asadismo y Neobaazismo que actualmente rige en Siria está basado en el nepotismo y el favoritismo étnico - fue Al-Asad quien comenzó la Alawitización del partido y de las Fuerzas Armadas, y comenzó a construir un régimen basado en la lealtad a hacia los líderes de la familia. Yamal Al-Atassi, un antiguo cofundador del Partido Baaz Árabe de Zaki Al-Arsuzi y luego disidente sirio, clamó que "Asadismo es un nacionalismo falso. Es la dominación de una minoría, yo no estoy hablando sólo de los Alawitas, quienes controlan el sistema nervioso de la sociedad. Yo incluyo también al ejército y a la mujabarat (inteligencia). [...] Y a pesar de sus consignas socialistas, el Estado está dirigido por una clase que ha hecho una fortuna sin contribuir-una nueva burguesía parasitaria." A pesar de esto, el Asadismo no es una ideología - es un culto a la personalidad pero es la cosa más cercana a Siria trata de un sistema de creencias que lo abarca todo, ya que ambas creencias baazistas y nacionalistas árabes han sido alteradas hasta el punto de no herir las credenciales de los regímenes populistas.

### Sadamismo

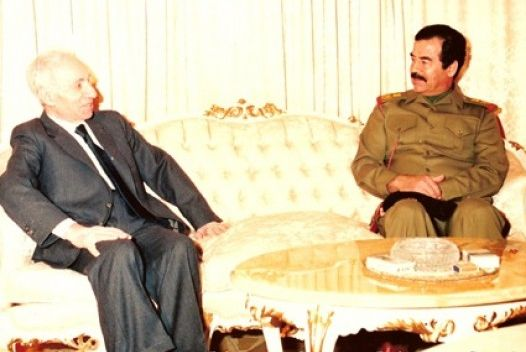
Sadam Huseín (derecha) hablando con Aflaq (izquierda) en 1988.

El Sadamismo (Saddamiyah) es una ideología política basada en las políticas relativas a, y seguidas por Sadam Huseín. También se ha denominado por los políticos iraquíes como Baazismo Saddamista (Al-Ba'athiyah Al-Saddamiyah). Es oficialmente descrito como una variante distinta del baazismo. Se defiende el nacionalismo iraquí y un mundo árabe centrado en Irak, que insta a los países árabes a adoptar un discurso político iraquí sadamista y rechazar "el discurso nasserista" que a su juicio se derrumbó después de 1967. Es militarista y considera las disputas políticas y los conflictos de manera militar, como "batallas" que requieren: "lucha", "movilización", "campos de batalla", "bastiones" y "trincheras". El sadamismo fue apoyado oficialmente por el gobierno de Sadam y promovido por el diario iraquí Babil, propiedad del hijo de Sadam, Uday Husein.
Sadam y sus ideólogos buscaron fusionar una conexión entre la antigua Babilonia y la civilización asiria en Irak con el nacionalismo árabe, afirmando que los babilonios y los asirios antiguos son los antepasados de los árabes. Por lo tanto, Sadam y sus partidarios afirman que no hay conflicto entre la herencia de Mesopotamia y el nacionalismo árabe. Él basó sus puntos de vista políticos y la ideología sobre los puntos de vista de Aflaq. Sadam también era un ávido lector de temas de las fuerzas morales y materiales en la política internacional, el gobierno de Sadam era crítico del marxismo ortodoxo y se opuso a los conceptos ortodoxos marxistas de la lucha de clases, la dictadura del proletariado, y el ateísmo; así como oponerse al marxismo-leninismo, reclamo de que no son automáticamente marxistas-leninistas y que son burgueses en la naturaleza alegando que el Partido Baaz es un movimiento revolucionario popular y que como tal, el pueblo rechazó la pequeña burguesía política. Sadam afirmó que la nación árabe no lo hizo. tienen la estructura de clase de la de otras naciones y que la división de clases era más a lo largo de las fronteras nacionales entre los árabes y no árabes que dentro de la comunidad árabe. Sin embargo, él habló con entusiasmo de Lenin y lo felicitó a por dar un único marxismo a Rusia, especificidad que Marx era el único capaz de hacer. También expresó su admiración por otros dirigentes comunistas, como Fidel Castro, Hồ Chí Minh, y Josip Broz Tito, debido a su espíritu de afirmación de la independencia nacional en lugar de su comunismo.

## Controversias

### Acusaciones de fascismo
Cipriano Blamires afirma que "baazismo pudo haber sido una variante de Oriente Medio del fascismo, a pesar de que los líderes del Baaz como Aflaq y otros hayan criticado en particular las ideas fascistas ". Según él, el movimiento Baaz podría compartir varias características con el movimiento fascista europeo, como "el intento de sintetizar el nacionalismo radical, liberal y el socialismo no marxista; un romántico mito-poético, y elitistas" revolucionarios "; la visión y el deseo de crear un "hombre nuevo" y de restaurar la grandeza del pasado; un partido centralizado autoritario dividido en 'derecha' y las facciones 'de izquierda' y así sucesivamente. Varios allegados más tarde admitieron que 'Aflaq había sido inspirado directamente por el fascismo. Un argumento en contra de las credenciales fascistas de Aflaq es que él era un miembro activo del Partido Comunista Sirio-Libanés, participó en las actividades del Partido Comunista Francés durante su estancia en Francia, y que él fue influenciado por algunas de las ideas de Karl Marx. Cipriano llega a la conclusión de que el Baazismo, junto con el Movimiento de Oficiales Libres en Egipto, se pueden categorizar como neofascistas.
El Partido Baaz Árabe establecido por la Zaki al-Arsuzi estaba de acuerdo con Sami al-Jundi, uno de los fundadores de la cooperación del partido, muy influido por los ideales fascistas y nazis. El emblema del partido era el tigre porque "excitar la imaginación de la juventud, en la tradición del nazismo y el fascismo, pero teniendo en cuenta que el árabe en su naturaleza está lejos de símbolos paganos como la Esvástica ".Arsuzi del Partido Baaz cree en las virtudes de " un líder ", y Arsuzi creía personalmente en la superioridad racial de los árabes. Los miembros del partido habían leído mucha literatura nazi, tales como Los fundamentos del siglo XIX, por ejemplo, se convirtió en uno de los primeros en planificar la traducción de Mein Kampf en árabe y que estaban buscando activamente una copia de El mito del siglo XX - la única copia en Damasco fue, de acuerdo a Moshe Maoz, de propiedad de Aflaq. A pesar de sus puntos de vista profascistas, Arsuzi no apoyó a las potencias del eje, y se negó a Italia avances en las relaciones partido a partido. Arsuzi también fue influenciado por las teorías raciales de la Houston Stewart Chamberlain y el Nazismo, Arsuzi afirmó que, históricamente, Islam y el Profeta Mahoma había reforzado la nobleza y la pureza de los árabes, que degeneró en la pureza debido a la adopción del Islam por otras personas  Él se había asociado con la Liga de Acción Nacionalista, un partido político fuertemente influenciado por el fascismo y el nazismo con su paramilitar "coraceros", que existió en Siria desde 1932 hasta 1939.
De acuerdo con un periodista británico que entrevistó a Barzan al-Tikriti, el jefe de los servicios de inteligencia iraquíes, Barzan Saddam había pedido para adquirir estos libros no de racista o antisemitas fines, sino "como un ejemplo de la exitosa organización de toda una sociedad por el estado para el logro de los objetivos nacionales ".

### Acusaciones de racismo
En la Irak baazista y especialmente durante la guerra entre Irán e Irak, Irán se presentó como el enemigo ancestral de los árabes. Según Fred Halliday, los baazistas iraquíes llevaron las ideas de Sati 'al-Husri a su culminación completa, oficial y racista. Para los baazistas, su ideología de Panarabe estaba ligada con el racismo antiiraní y descansaba en la búsqueda de temas antiiraníes. Durante una década y media después de llegar al poder, Bagdad organizó la expulsión de iraquíes de origen iraní, comenzando con 40,000 Feyli Kurds, pero totalizando hasta 200,000 o más en los primeros años de la guerra misma. Dichas políticas racistas se vieron reforzadas por la ideología como en 1981, un año después del comienzo de la guerra Irán-Irak, Dar al-Hurriya, la editorial del gobierno, [cita requerida] emitido Three A quien Dios no debería haber creado: persas, judíos y moscas  por el autor, Khairallah Talfah, el padre adoptivo y suegro de Sadam Huseín. Halliday dice que también fueron los baazistas, quienes afirmaron ser los defensores del "arabismo" en las fronteras orientales pusieron de relieve el mito chovinista de los migrantes y las comunidades iraníes en la región de Golfo Pérsico.
"Tres a quienes Dios no debería haber creado: persas, judíos y moscas" describe a Persas (iraníes) como "animales creados por Dios en forma de humanos", Judíos como " mezcla de suciedad y las sobras de personas diversas " y moscas como pobres criaturas incomprendidas "a quienes no entendemos el propósito de Dios al crear". Según Coughlin; "Este débil intento iraquí de imitar a Mein Kampf 'sin embargo influyó en la futura formulación de políticas de Saddam". En  La rama regional mauritana del Partido Baaz Árabe Socialista en Irak fue acusado de ser racista por el gobierno de Mauritania y ciertos grupos políticos.
El Partido Baaz Árabe Socialista en Irak podría aprobar o desaprobar los matrimonios de los miembros del partido y en un documento del partido se ordenó que las ramas del partido "revisen a fondo el origen árabe no solo de la prospectiva". esposa pero también su familia, y no se debe dar aprobación a los miembros que planean casarse con [alguien] de origen no árabe ". Durante la guerra con Irán, el partido comenzó a confrontar a miembros de origen no árabe, especialmente iraníes. Un memorando de la Secretaría del partido enviado directamente a Saddam decía que "el partido sufre de la existencia de miembros que no son originalmente árabes, ya que esto podría constituir un peligro para el partido en el futuro". La Secretaría recomendó no otorgar membresía al partido a personas de origen iraní. En una respuesta escrita al documento, Saddam escribió: "1) Estoy de acuerdo con la opinión de la Secretaría del Partido; 2) Para ser discutido en la reunión del Comando Regional ". Muchos de los que fueron rechazados, o cuya membresía había sido revocada, eran Baazistas leales. Por ejemplo, un Baazista de origen iraní había sido miembro del partido desde 1958, había sido parte de la Revolución del Ramadán y había sido encarcelado por las autoridades tras el golpe de Estado iraquí de noviembre de 1963. para la causa baazista. Más tarde, las autoridades comenzaron a buscar específicamente a personas de origen iraquí y cualquier contacto con Irán o con iraníes, funcionó como una razón suficientemente buena para no ser miembro del partido.